# Apispiralia catena
Apispiralia catena is een slakkensoort uit de familie van de Mangeliidae. De wetenschappelijke naam van de soort is voor het eerst geldig gepubliceerd in 1954 door Laseron.